# Rond-point Sheridan

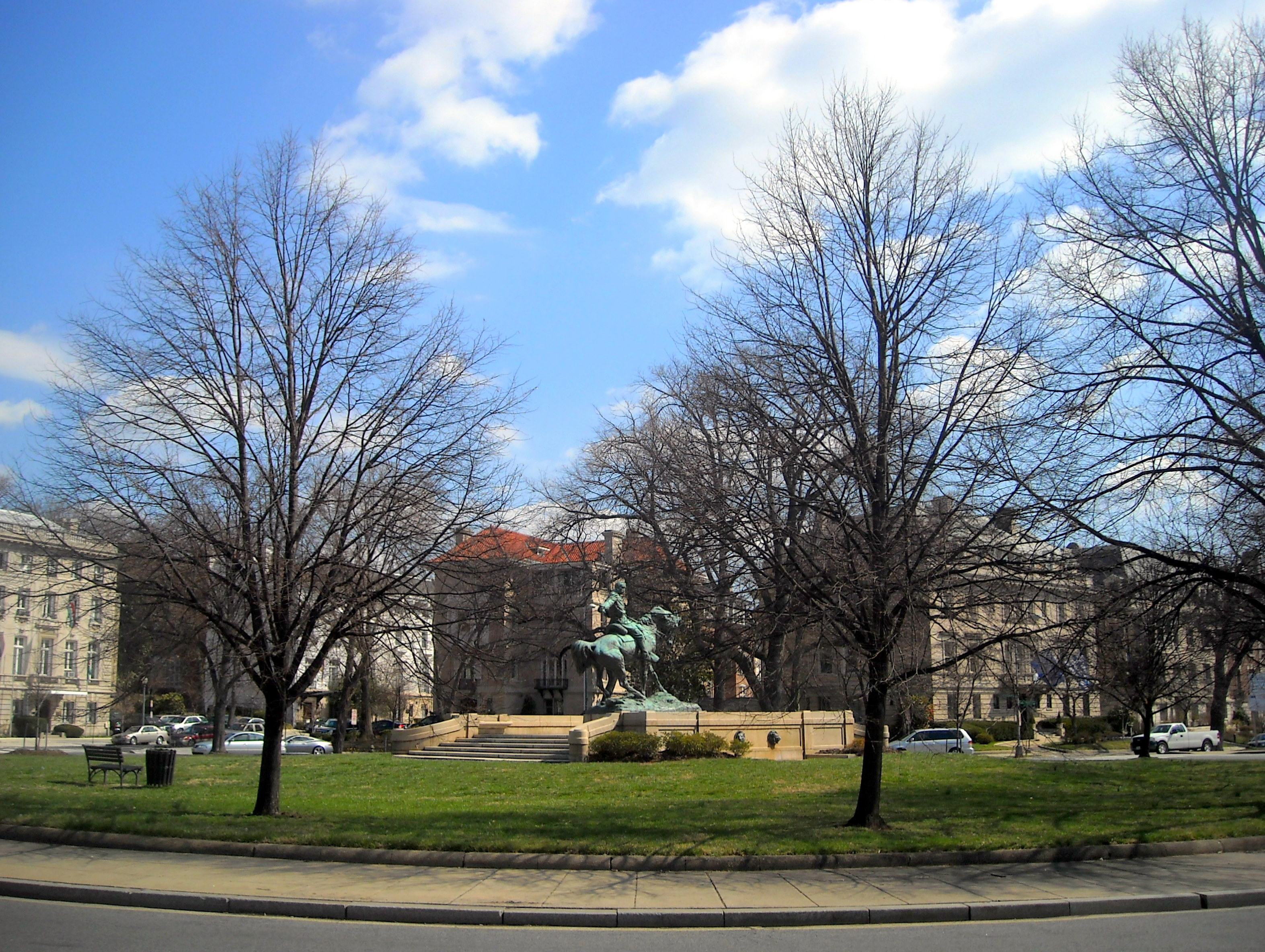
Sheridan Circle.

Le rond-point Sheridan (en anglais Sheridan Circle) est un rond-point du quartier d'Embassy Row à Washington, ainsi nommé en l'honneur du général Philip Sheridan, un fameux général de la guerre de Sécession qui devint plus tard Commanding General of the United States Army. Une statue équestre du général, General Philip Sheridan, dessinée par Gutzon Borglum, occupe le centre du rond-point.
Un monument rend aussi hommage au Chilien Orlando Letelier, qui y fut assassiné en 1976 avec Ronni Moffitt.